# Trsátka Brain
Trsátka Brain jsou speciální druh trsátek pro hru na drnkací strunné nástroje. Byla vyvinuta pro americký trh v letech 1996–1998 v České Třebové Janem Janíčkem st. a jeho synem a Janem Janíčem ml. 
Vyráběna jsou v tloušťkách od 0,38 do 1,60 mm. Produkt je vyráběn z nylonu od firmy DuPont. Protiskluzový povrch, pro svou podobnost s kočičím jazýčkem nazývaný “cat’s tongue”, zaručuje maximální komfort při hraní. Trsátka bývala k dispozici ve většině českých i zahraničních obchodů s hudebninami do léta 2017, mnohde se ještě doprodávají skladové zásoby. 
V zahraničí distribuovala tato trsátka americká firma Snarling Dogs (R) Charlieho Stringera právě pod svou obchodní značkou BRAIN PICKS (R). Charlie Stringer v roce 1999 zemřel. Práva ke značce Snarling Dogs (R) BRAIN PICKS (R) získala obchodní americká firma D'Andrea v roce 2002 a od roku 2004 s výrobcem trsátek spolupracovala až do roku 2008. Na podzim roku 2008 se vlastník ochranné známky pro Ameriku rozhodl vyrábět pod značkou BRAIN bez znalosti výrobního know-how trsátka sám. Tato trsátka sice vypadají jako originální výrobky z dílny Jana Janíčka, ale jejich kvalita je rozdílná. Originální trsátka BRAIN (R) vyráběná majitelem výrobní technologie firmou Janicek PICKS, s.r.o. (od roku 2013 nástupce fyzické osoby Jan Janíček) jsou dostupná již jen v několika málo zemích, ve kterých známkoprávní souboj vyhrál původní výrobce Jan Janíček. Díky této situaci byl vyvinut nový design prémiových trsátek pod obchodním názvem D-GriP TM, která ve všech ohledech převyšují původní 20 let starý design trsátek BRAIN. Nová unikátní trsátka jsou společností Janicek PICKS, s.r.o. uváděna na trhy celého světa od roku 2017 jak v oblíbeném tvaru STANDARD (10 tlouštěk), tak též v nových tvarech BALKÁN (4 tloušťky), vyvinutých pro hru na mandolínu, brače, buzuky, balalajky ve spolupráci s chorvatským výrobcem tradičních strunných nástrojů, a tvarech JAZZ (ve třech velikostech A, B, C, každá též ve 4 tloušťkách). Tato novinka je celosvětově patentována pod registrovanou ochrannou známkou D-GriP TM. Představena byla na nejvýznamnějších světových veletrzích MUSIC China Shanghai a NAMMshow Anaheim USA.

## Cat tongue matrix grip
Systém nazvaný Cat tongue matrix grip (zaregistrovaný jako patent pod číslem 8043) má hroty vysoké 0,2 mm a rozdělené do tří zón tak, aby směřovaly do středu trsátka a zabránily jakémukoliv prokluzu či otočení. Povrch by mohl svou drsností a hrubostí připomínat jazyk kočkovitých šelem, proto je v názvu „Cat tongue“.

## Historie
Nápad na výrobu trsátek vznikl již za minulého režimu, kdy byl těchtohudebních pomůcek nedostatek. V polovině 80. let vyřezával Jan Janíček trsátka ze dna krabičky od čisticího prostředku Solvina. Jeho výrobky byly tak dokonalé, že se blížily originálům zn. Fender dováženým z Německa. Už tenkrát o ně byl zájem a na přelomu 80. a 90. let se zrodil nápad vyrábět trsátka sériově.
Mnoho kytarových hráčů celého světa zná již čtvrt století trsátka značky GEORGE DENNIS, která jsou vyráběna též v dílně firmy Janicek PICK, s.r.o. K dnešní povrchové úpravě, díky které jsou trsátka tak jedinečná, byla však ještě dlouhá cesta.